# Serie Entwicklung
Con l'espressione Serie Entwicklung, in tedesco Entwicklung-Serie e spesso abbreviata in E-Serie, si indica un programma avviato durante la seconda guerra mondiale dal Terzo Reich per realizzare una gamma di carri armati dalle caratteristiche progettuali comuni. Furono completati una serie di progetti e furono fabbricati alcuni prototipi, ma l'intero programma fu rallentato dalla penuria di materie prime e dallo svolgersi del conflitto sempre più in sfavore della Germania. Nessuno dei veicoli costruiti entrò in servizio attivo.

## Storia e caratteristiche del programma
Nel maggio 1942 Heinrich Ernst Kniekamp, ingegnere capo del Waffenpruefamt 6 ("Ufficio armamenti 6"), concepì un programma di sviluppo di carri armati standard cui dette la denominazione di Entwicklung-Serie ("serie sviluppo"). L'idea fu accettata nell'aprile 1943 e l'ordine di sviluppare i relativi progetti venne inoltrato a diverse ditte costruttrici.
Complessivamente furono sviluppati sei progetti di base suddivisi in classi di peso: i sei progetti erano caratterizzati per la presenza di componentistica standardizzata, che avrebbe permesso di facilitare produzione e manutenzione.
La fine delle ostilità, comunque, mise fine allo sviluppo di questi mezzi: alcuni modelli rimasero sulla carta, altri furono completati in forma di prototipo, ma nessuno entrò in servizio attivo.

## I mezzi

### E-5
Il progetto dell'E-5 venne portato avanti dalle ditte Büssing, Daimler, Steyr e Weserhutte. Nelle intenzioni dei progettisti avrebbe dovuto costituire la base per una famiglia di carri armati leggeri, comando e lanciafiamme ma anche veicoli da ricognizione e APC. Il peso avrebbe dovuto essere compreso tra le 5 e le 10 tonnellate.

### E-10
Portato avanti dalla Klöckner-Humboldt-Deutz Magirus AG di Ulm, avrebbe dovuto costituire l'evoluzione e il successore del carro armato leggero Panzer 38(t), concepito prima della seconda guerra mondiale dalla Cecoslovacchia e che costituiva la base del progetto. Questo nuovo veicolo avrebbe dovuto ricevere il nome di Panzerkampfwagen 38 (d) dove la "d" stava per deutsch ("tedesco") e sostituiva la precedente "t" di tschechisch ("cecoslovacco"). La classe di peso avrebbe dovuto essere compresa tra le 10 e le 25 tonnellate.
L'intenzione era dunque quella di creare diversi nuovi cacciacarri per rimpiazzare lo Jagdpanzer 38(t), oltre a schierare una nuova famiglia di Waffenträger armati con pezzi anticarro pesanti.

### E-25
Progettato da Alkett, Argus Motoren, Adler e Porsche tra il 1943 e il 1945, avrebbe dovuto costituire un veicolo del peso compreso tra le 25 e le 50 tonnellate per ricoprire i ruoli detenuti dal Panzer III e dal Panzer IV. Questa famiglia avrebbe dovuto includere veicoli da ricognizione medi, cacciacarri medi e Waffenträger pesanti.

### E-50 Standardpanzer
L'E-50 Standardpanzer fu il progetto di un veicolo di 50-75 tonnellate, portato avanti da Argus, Auto Union e Adler con lo scopo di realizzare un carro che fosse in grado di sostituire i Panzer V Panther ed i Panzer VI Tiger I. Inoltre, erano previste anche una serie di conversioni sulla base del progetto originale.

### E-75 Standardpanzer
Portato avanti dalla Adler, l'E-75 Standardpanzer era il progetto relativo a un carro armato di 75-100 tonnellate, in grado di sostituire mezzi quali il Panzer VI Tiger II ed il Jagdpanzer VI Jagdtiger. Progettualmente piuttosto simile ai mezzi classe E-50 e di maggiori dimensioni, sarebbe stato dotato di una corazzatura migliorata rispetto al Tiger II e fu previsto di armarlo con un cannone ad alta velocità iniziale da 128 mm lungo 66 calibri: il pezzo sarebbe quindi stato accoppiato a un telemetro ottico allo scopo di garantire maggiore precisione sulle lunghissime distanze.

### E-100
L'E-100 era il progetto di un carro armato superpesante (come il Panzer VIII Maus) portato avanti dalla Adler e sviluppato come versione ingrandita dello scafo del Tiger II con la torretta del Maus. Il prototipo venne iniziato nel 1944 dalla Henschel & Sohn a Paderborn, ma i lavori furono interrotti dopo la decisione di Adolf Hitler di sviluppare esclusivamente il Maus. Del grande carro (che avrebbe dovuto avere un peso di oltre 130 tonnellate) venne completato solo lo scafo, che fu portato in Gran Bretagna per valutazioni e successivamente demolito.